# Internationale Schweizer Eishockeymeisterschaft 1925/26
Die Saison 1925/26 war die elfte reguläre Austragung der Internationalen Schweizer Eishockeymeisterschaft.

## Hauptrunde

### Serie Ost
- HC St. Moritz – HC Davos 1:4

Der HC Davos qualifizierte sich für den Meisterschaftsfinal.

### Serie West
- HC Rosey Gstaad – HC Château-d'Oex 5:1

Der HC Rosey Gstaad qualifizierte sich für den Meisterschaftsfinal.

## Meisterschaftsfinal
- HC Rosey Gstaad – HC Davos 0:0 (nicht ausgespielt)